# Nicéphore Bryenne (1062-1137)
Pour les articles homonymes, voir Nicéphore Bryenne et Bryenne.
Nicéphore Bryenne (en grec, Νικηφορος Βρυέννιος) est un général, homme d’État et historien byzantin né en 1062 et mort en 1137. Il sert l'empereur Alexis Ier jusqu’à ce que la maladie l’oblige à revenir à Constantinople où, à la demande de l’impératrice Irène, il occupe ses loisirs à écrire une histoire de la maison des Comnène axée sur Alexis Ier ; mais la mort l'empêche de terminer son œuvre. Conservé sous le titre de Matériel pour une histoire, son texte est repris et complété dans l’Alexiade par son épouse Anne Comnène, la fille de l’empereur Alexis.

## Biographie
Né en 1062 à Orestias (Andrinople, aujourd’hui Edirne), Nicéphore Bryenne est issu d'une famille de la haute aristocratie. Son arrière-grand-père s’était distingué dans la lutte contre les Petchénègues et les Turcs seldjoukides sous Constantin IX. Son grand-père, également général et prénommé Nicéphore, participa à la bataille de Manzikert sous Michel VII et devint presque césar, mais il se rebella en 1077. Défait l’année suivante par le jeune Alexis Comnène, ses biens furent confisqués (mais rendus par la suite) et lui-même fut aveuglé. Rallié par la suite à Alexis, celui-ci nomma son fils Jean (le père de Nicéphore Bryenne) duc de Dyrrachium. 
Une fois devenu empereur, Alexis semble s’être pris d’amitié pour le jeune Nicéphore, dont il fit l’un de ses généraux en plus de lui donner sa fille Anne en mariage (1096 ?). Il l’éleva également à la dignité de césar et de panhypersebastos, l’une des nouvelles dignités qu’il venait de créer. Anne Comnène avait alors un peu plus de douze ans ; le couple eut trois fils et deux filles. Anne décrit ainsi son époux :

« Mon époux légitime était le césar Nicéphore Bryenne, un descendant de la maison des Bryenne, un homme qui surpassait de loin ses contemporains par son incroyable beauté, son intelligence supérieure et la précision de son discours. Le regarder ou l’écouter était un pur délice. »

Et au Livre VII :

« Et ce césar, qui était un expert des choses militaires n’avait pas non plus négligé les Lettres, mais au contraire avait lu tous les livres et s’était initié à toutes les branches du savoir dont il avait tiré toute la sagesse de notre temps et des autres temps. »

L’année suivant son mariage, il fut chargé de faire une démonstration de force devant les croisés le Vendredi saint 1097, alors que Godefroy de Bouillon et ses hommes tentaient de mettre le feu à la porte près du palais impérial de Constantinople. Le Vendredi Saint était une journée sacrée pour les Byzantins qui ne pouvaient se battre ce jour-là. Aussi, avec ses archers, il parvint à repousser les croisés tout en respectant la sainteté du jour en tirant immédiatement devant ou derrière les attaquants et en feignant une sortie. Le jour suivant, Godefroy accepta de prêter serment de vassalité à Alexis.
Accompagnant l’empereur dans la campagne contre Bohémond de Tarente qui s’était réfugié à Dyrrachium, il fit partie d’une petit groupe de soldats chargés de bloquer les défilés qui entouraient la ville et assista probablement à la signature du traité de Devol (1108). Il fit également partie de la campagne contre les Petchénègues de 1115 lorsqu’il aida Alexis à « convertir les Bogomiles ». Il devait jouer un rôle plus important lors de la bataille de Philomélion (1116) où l’aile droite de l’armée impériale qu’il commandait dut venir au secours des autres pour assurer la victoire contre le sultan de Roum Malik Shah.
Après la mort d’Alexis, Nicéphore Bryenne refusa de participer à la conjuration ourdie par l’impératrice Irène et sa propre épouse, Anne Comnène, visant à priver Jean II de la couronne impériale à son propre profit ou au profit d’Anne auprès de laquelle il aurait joué le rôle de prince consort, à l’instar de Zoé et Théodora au siècle précédent. Peut-être agit-il ainsi par esprit de loyauté envers Jean II, avec qui il sembla être en excellents termes et qu’il accompagna dans la campagne de Syrie qui devait lui être fatale ; ou peut-être était-il persuadé que les temps avaient changé et qu’une telle conspiration contre l’héritier légitime mâle n’avait aucune chance de succès. Déjà malade avant de partir pour la Syrie, son état de santé se dégrada alors qu’il traversait la Pamphylie, la Lydie puis la Bithynie. De là, il dut rentrer à Constantinople où la tumeur qui l’affectait causa sa mort en 1137.

## Œuvre

### Style et intention de l’auteur
Nicéphore Bryenne est connu pour son ouvrage Matériel pour l’Histoire ou Matériaux pour servir l’Histoire (Ὕλη ἱστορίας), rédigé à la demande de l’impératrice Irène afin d’illustrer l’ascension de la famille des Comnènes et de justifier le fait qu’elle se soit emparée du trône que lui disputait la famille des Doukas. Curieusement, l’empereur Alexis lui-même avait refusé que l’on écrivît le récit de sa vie, considérant celle-ci comme une succession d’épreuves trop douloureuses à se remémorer. Bien que la première date mentionnée soit celle de 1059, le récit commence véritablement avec le règne de Romain Diogène, Nicéphore espérant se concentrer sur le règne d’Alexis. Sa santé se dégradant, il ne put aller plus loin que le milieu du règne de Nicéphore III Botaniatès (1079).
Contrairement au style complexe de son épouse, rempli de mots rares, de références à l’Antiquité grecque et de proverbes, celui de Nicéphore Bryenne est d’une simplicité militaire qui rappelle Xénophon. Il est également plus conventionnel, se pliant aux usages du temps. C’est ainsi que Nicéphore explique la modestie du titre Matériel pour une histoire par la nécessité pour quiconque voudrait relater les faits et gestes de l’empereur de posséder à la fois « le génie de Thucydide » et « l’éloquence de Démosthène ». Une autre raison qui justifierait ce titre est l’emprunt presque textuel de plusieurs passages de la Chronographie de Psellos et du Synopsis de Skylitzès,. De la même façon, et comme le fait ultérieurement Anne Comnène elle-même, il utilise souvent des termes archaïques pour décrire divers endroits : « Galatie et Laconie » pour le thème de l’Anatolie, « Asie » pour le thème thracésien, « Odrysae » pour la Thrace et « Orestias » pour Andrinople.
Le texte original a disparu, mais il fut retrouvé sous forme de copie par P. Poussines dans un manuscrit de Toulouse, aujourd’hui lui aussi disparu, le Tolosanus deperditus, et dont il donna une editio princeps en 1661. Toutefois, Poussines « corrigea » le texte qu’il jugeait mauvais. Le texte fut réédité à Venise en 1729, puis à Bonn en 1836. Plus récemment (1975), Paul Gauthier a tenté de retracer le texte original en comparant le texte de Poussines aux emprunts faits par Anne Comnène, Psellos et Skylitès.

### Contenu
- Préface : considérée comme non authentique, sauf pour l’avant-propos final qui contient le titre de l’œuvre.
- Livre I : bref résumé de l’histoire de la famille Comnène commençant avec Manuel, grand-père d’Alexis contemporain de Basile II (976-1025). Premiers affrontements entre les Romains conduits par l’empereur Romain Diogène et les Turcs conduits par Alp Arslan ; bataille de Manzikert (1071), captivité et mort de l’empereur (4 août 1072).
- Livre II : évènements en Anatolie durant le règne de Michel VII marqué par les rébellions en Orient après la mort de Romain Diogène, notamment la révolte d’Ursel.
- Livre III : les difficultés en Occident ; la domination byzantine est ébranlée en Thrace, en Macédoine et dans l’ancien Empire bulgare ; prouesses et mariage d’Alexis Comnène ; révolte du grand-père de Nicéphore Bryenne jusqu’à l'avènement de Nicéphore Botaniatès en 1078.
- Livre IV : succès d’Alexis dans sa campagne contre Nicéphore Bryenne l’Ancien et Nicéphore Basilaces. L’œuvre se termine sur l’échec de l’empereur face à la rébellion de Nicéphore Mélissène en 1080[15],[16].

### Sources et jugements
Le texte parvenu jusqu’à aujourd'hui se terminant peu de temps après la naissance de l’auteur, Nicéphore Bryenne n’a pu avoir connaissance des faits relatés. Toutefois, nombre de ses contemporains ont pu le renseigner sur divers aspects de cette période, comme l’impératrice Irène qu’il appelle « sa très sage intelligence et compréhension », nombre de membres des familles Doukas et Bryenne, sans compter l’empereur Alexis lui-même qu’il accompagna fréquemment à la guerre.
Sauf les œuvres déjà mentionnées de Psellos et de Scylitzès, Bryenne ne semble pas avoir utilisé d’autres sources écrites.
Si l’œuvre semble quelque peu biaisée en faveur de Jean Doukas et de Bryenne l’Ancien, elle demeure particulièrement utile pour comprendre la vie de la cour à cette époque, ainsi que la politique intérieure et extérieure de l’empire, en particulier le danger croissant que représentaient les Turcs pour Byzance. Selon le Oxford Dictionary of Byzantium, le rôle important donné à l’histoire d’amour entre Alexis et Irène ainsi que les obstacles dont ils eurent à triompher auraient servi de précurseurs au style de la romance qui devait se développer par après.